# Cerveza Club Colombia Open 1998
Il Cerveza Club Colombia Open 1998 è stato un torneo di tennis giocato sulla terra rossa. È stata la 5ª edizione del Colombia Open, che fa parte della categoria International Series nell'ambito dell'ATP Tour 1998. Il torneo si è giocato a Bogotà in Colombia, dal 2 all'8 novembre 1999.

## Campioni

### Singolare maschile
Mariano Zabaleta ha battuto in finale  Ramón Delgado con il punteggio di 6–4, 6–4

### Doppio maschile
Diego del Río /  Mariano Puerta hanno battuto in finale  Gábor Köves /  Eric Taino con il punteggio di 6(3)–7 6–3 6–2